# Калинино (Чечерский район)
Калинино (до 1924 года Песчаная) (бел. Калініна) — посёлок в Полесском сельсовете Чечерском районе Гомельской области Беларуси.

## География

### Расположение
В 38 км на северо-восток от Чечерска, 73 км от железнодорожной станции Буда-Кошелёвская (на линии Гомель — Жлобин), 102 км от Гомеля.

### Гидрография
На реке Колпита (приток реки Беседь).

## Транспортная сеть
Планировка состоит из короткой прямолинейной, почти широтной улицы, застроенной двусторонне, деревянными усадьбами.

## История
Основан в начале XX века переселенцами из соседних деревень. В 1926 году работал почтовый пункт, в Полесском сельсовете Чечерского района Гомельского округа. В 1931 году организован колхоз. 9 жителей погибли во время Великой Отечественной войны. Согласно переписи 1959 года в составе колхоза «Коммунар» (центр — деревня Полесье).

## Население

### Численность
- 2004 год — 6 хозяйств, 11 жителей.

### Динамика
- 1926 год — 19 дворов, 112 жителей.
- 1959 год — 137 жителей (согласно переписи).
- 2004 год — 6 хозяйств, 11 жителей.